# Аліковське сільське поселення
А́ліковське сільське поселення (рос. Аликовское сельское поселение) — муніципальне утворення у складі Аліковського району Чувашії, Росія. Адміністративний центр — село Аліково.

## Історія
Станом на 2002 рік присілок Смородино перебував у складі Єфремкасинської сільської ради, а до складу Аліковської сільської ради входив присілок Ярушкіно, пізніше переданий до складу Ілгишевського сільського поселення.

## Населення
Населення — 3370 осіб (2019, 3698 у 2010, 4074 у 2002).

## Склад
До складу поселення входять такі населені пункти:
| Населений пункт     | Населення, осіб (2002) | Населення, осіб (2010) |
| ------------------- | ---------------------- | ---------------------- |
| Азамат, присілок    | 188                    | 188                    |
| Аліково, село       | 2914                   | 2653                   |
| Відесюч, присілок   | 75                     | 71                     |
| Дубовський, селище  | 74                     | 55                     |
| Іштеки, присілок    | 37                     | 28                     |
| Сінер, присілок     | 135                    | 130                    |
| Смородино, присілок | 96                     | 83                     |
| Тогач, присілок     | 134                    | 113                    |
| Урмаєво, присілок   | 109                    | 104                    |
| Янгорас, присілок   | 312                    | 273                    |